# Skinnskattebergs herrgård

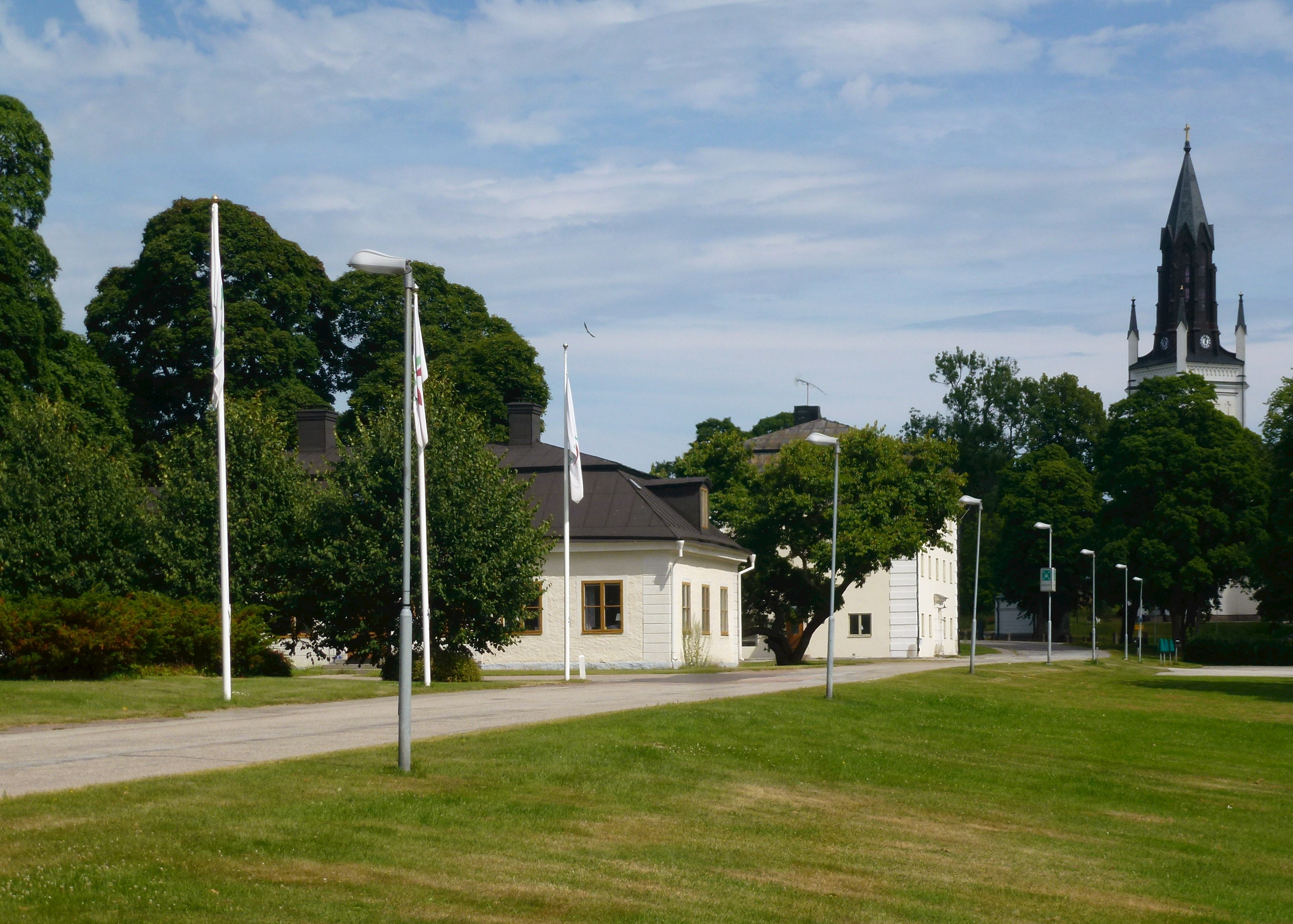
Herrgårdens park.

Skinnskattebergs herrgård är en herrgård i Skinnskatteberg, Skinnskattebergs kommun. Skinnskattebergs herrgårdsmiljö är en del av Ekomuseum Bergslagen. I herrgården finns Skogsmästarskolan som lyder under Sveriges Lantbruksuniversitet.

## Byggnad
Herrgården är uppförd av sten i två våningar under mansardtak, och påbörjad av den dåvarande brukspatronen Vilhelm Hising år 1775. Följande år inleddes bygget av de båda envåningsflyglarna. Den rokokopräglade huvudbyggnaden stod färdig först vid 1790-talets början, och har flera välbevarade inredningar, bland annat stora salen som inreddes efter Erik Palmstedts ritningar. 
Samtidigt anlades även en stor engelsk park, en av landets främsta, vilken idag tyvärr är borta. I anslutning till herrgården finns även ett stall från 1880 samt ett magasin från 1796 och två bostadshus uppförda 1776-1777. Samtliga byggnader har vit slätputs och svart plåttak. Herrgården är byggnadsminnesmärkt. Till herrgårdsmiljön hör även några timrade arbetarbostäder med faluröd locklistpanel, uppförda 1863. Lämningar efter smedjorna tillhörande Skinnskattebergs bruk finns i form av grunder och ruiner.